# 史馆修撰
史馆修撰，唐代起的官职名，又称国史馆修撰，负责掌修国史。
贞观三年（629年），唐太宗下令将史馆从秘书省分离出来，使其取代著作局的修史之职，置于禁中使之成为独立的修史机构。唐代著名文学家杜牧、欧阳修等都曾经担任过史馆修撰一职。